# René Thomas (pilote)
Pour les articles homonymes, voir Thomas et René Thomas.
René Alfred Thomas, né le 7 mars 1886 à Périgueux et mort le 23 septembre 1975 à Colombes, est un pionnier français de l'aviation et un pilote automobile.

## Biographie
Carrossier de formation, il commence quelques compétitions motocyclistes dès 1903 et débute dans la vie professionnelle chez les motoristes Lacoste et Battmann (lieu où il rencontrera une première fois son mécanicien Laly, en 1905, alors qu'il débute sur quatre roues lors de la Coupe des Voiturettes).

### Motocyclisme
En septembre 1905, il remporte le « Critérium du tiers de litre » sur Alcyon au vélodrome du Parc des Princes, couvrant les 100 kilomètres proposés en 1 h 10, à la vitesse moyenne de 88,264 km/h, pour cet officieux championnat du monde de la distance (devant son équipier Alessandro Anzani).

### Un pionnier de l'aviation

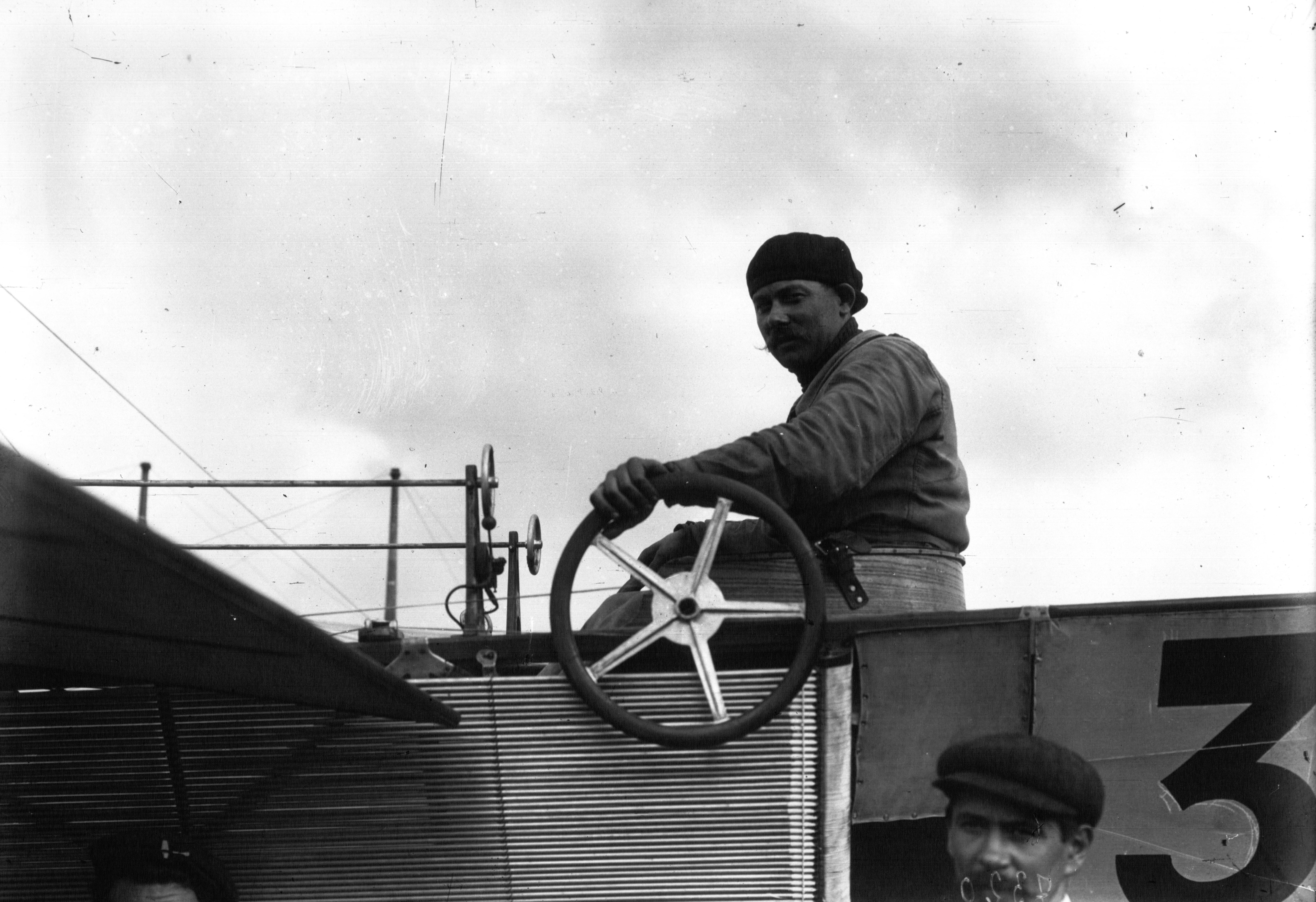
René Thomas au meeting de la semaine aéronautique de Champagne en 1910.

René Thomas obtient le brevet de pilote d'aéronef numéro 116, le 21 juin 1910 sur avion Antoinette.
Dès lors, il en réalise la promotion dans divers meetings d'importance tels que la seconde Grande Semaine d'aviation de la Champagne à Reims du 3 au 10 juillet 1910 ou la Grande semaine d'aviation Bordeaux Beau-Désert du 11 au 18 septembre.
Le 1er octobre 1910, il entre en collision avec le biplan Farman du capitaine Bertram Dickson lors du Milano Circuito Aereo Internazionale. Ce dernier, sérieusement blessé, ne pourra plus revoler et meurt en 1913,,.
En décembre 1910, il effectue deux tentatives pour la Coupe Michelin Internationale où il s'agit d'effectuer « la plus grande distance en circuit fermé sans contact avec le sol » : le 25 décembre, il parcourt 210 km en 2 h 35 avant d'être contraint d'abandonner à cause de la pluie . Une nouvelle tentative infructueuse est effectuée le 30 décembre. En 1911, il devient directeur de l'École des pilotes civils et militaires de Mourmelon.

### Course automobile
En 1909 sur Le Gui, puis en 1911 sur Delage, il finit troisième de la Coupe des Voiturettes à Boulogne.
En 1914, il termine deuxième du Tour de France automobile.

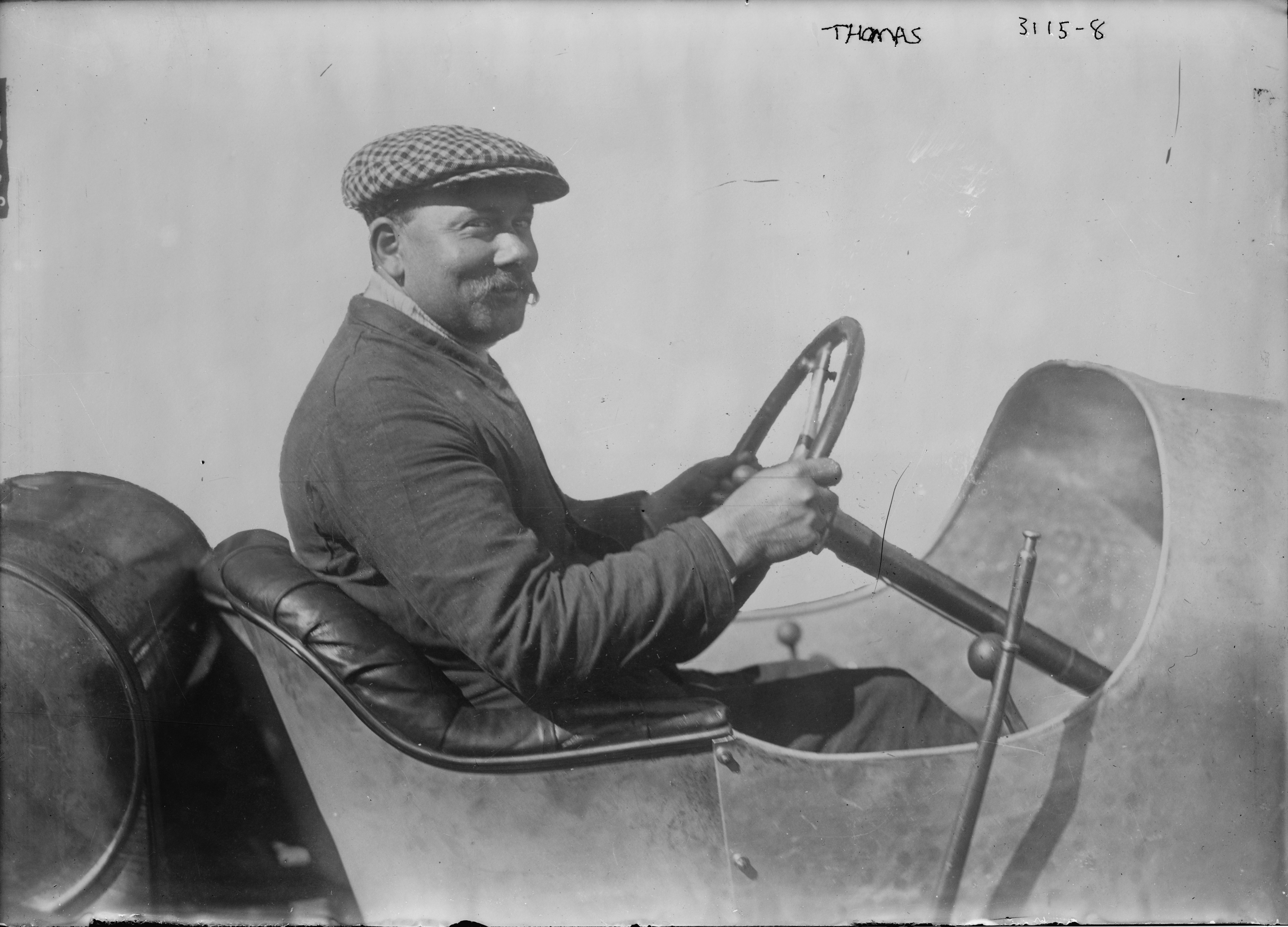
René Thomas aux 500 miles d'Indianapolis 1914 le jour même de la course, en tenue de ville.

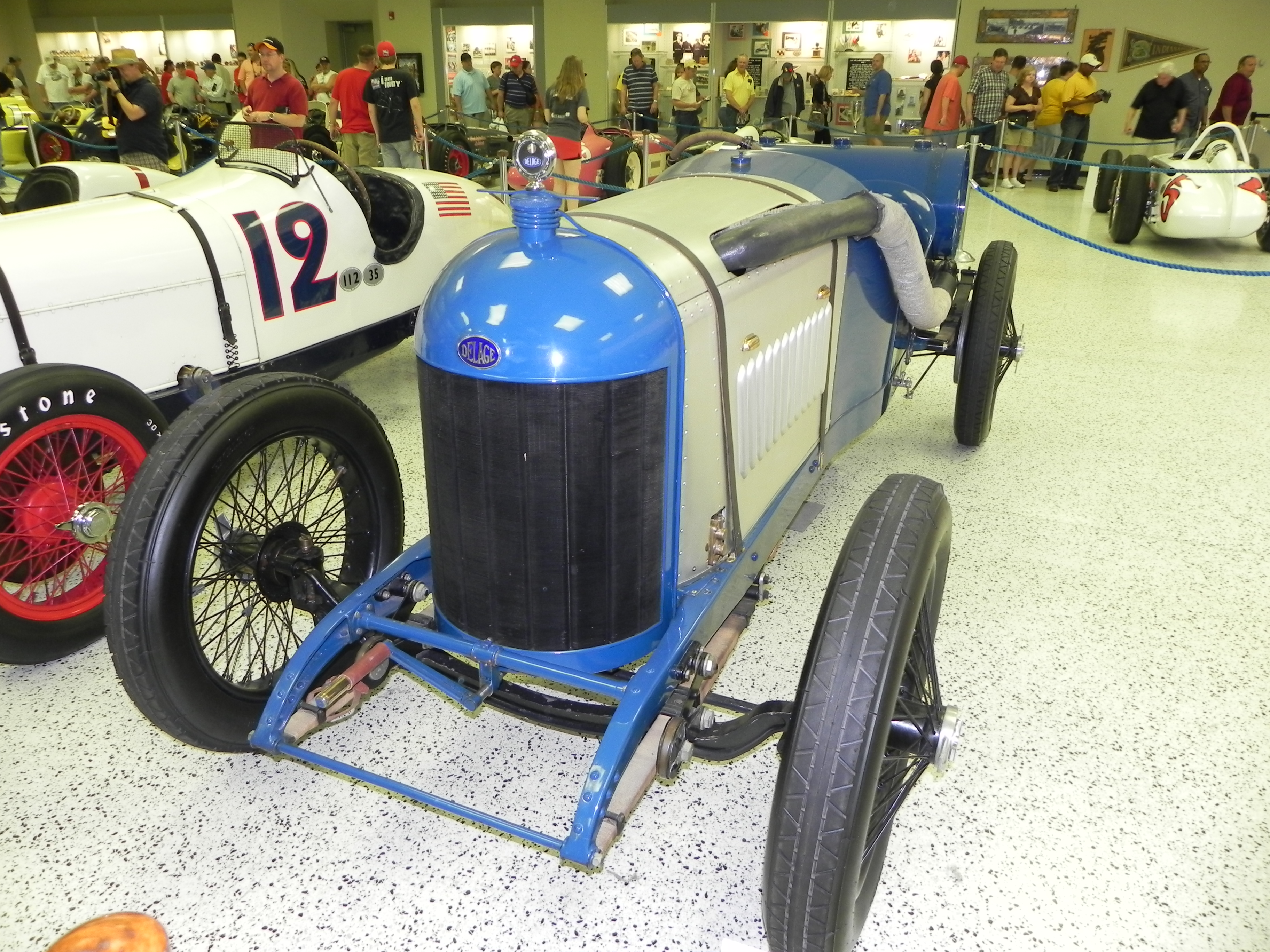
La Delage, victorieuse aux 500 miles d'Indianapolis 1914 exposée dans le musée du circuit d'Indianapolis.

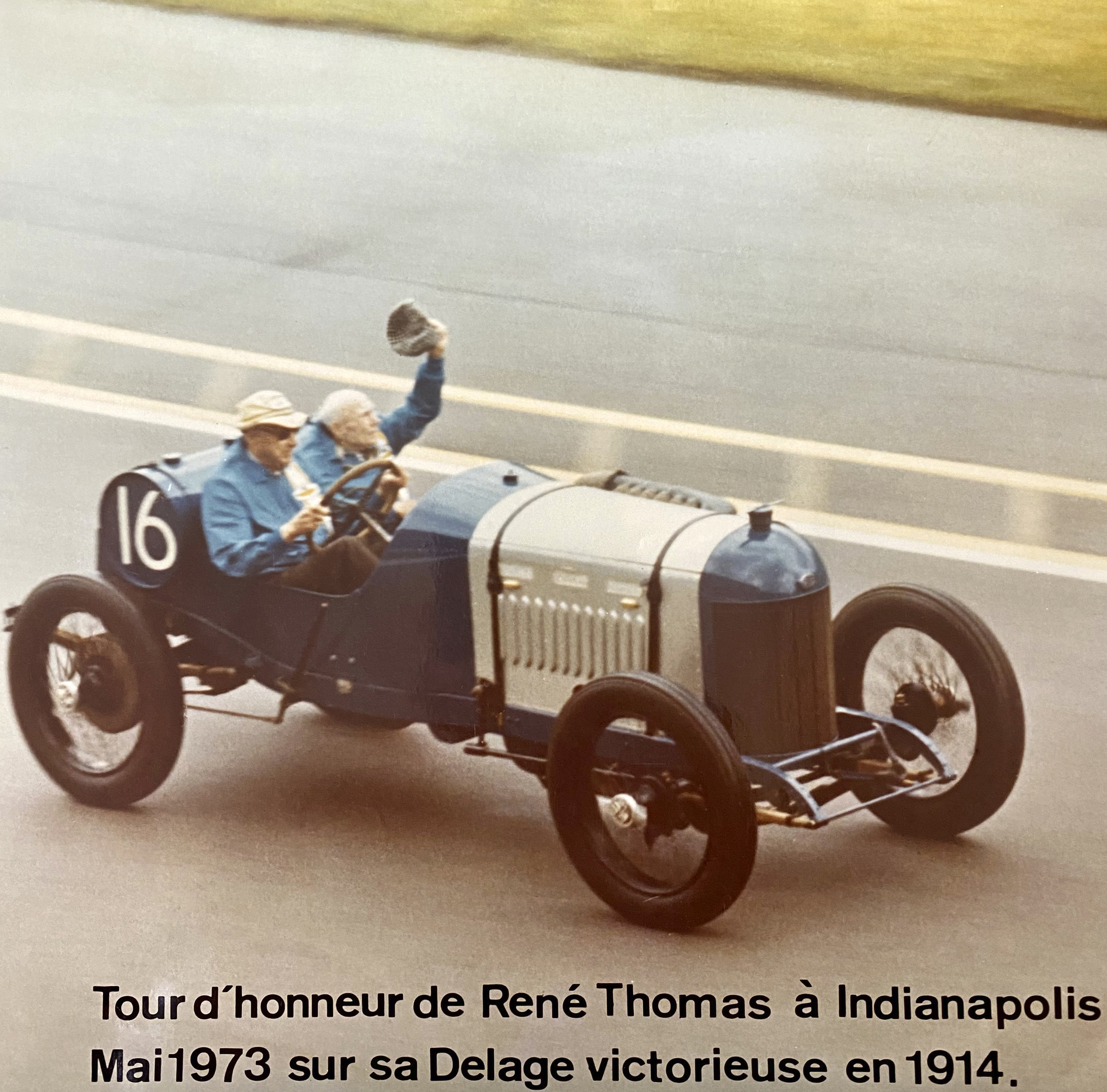

René Thomas remporte les 500 miles d'Indianapolis 1914 au volant d'une Delage semi-officielle. En effet, Louis Delage, ne cautionnant pas la participation de sa marque à l'épreuve américaine, avait exigé que René Thomas et son coéquipier Albert Guyot se portent acquéreurs de leurs montures. Il double à deux reprises après le 200e kilomètre ses concurrents français les plus sérieux (Goux et Boillot), malgré l'obligation de changer un pneu éclaté en évitant de peu la sortie de piste, puis va s'imposer avec en fin de course la fixation cassée du collier de fixation de son tuyau d'échappement, obligeant son mécanicien embarqué (Robert Laly) à maintenir ce dernier sous son bras avec les risques de brûlures que l'on imagine. Les quatre premiers pilotes sont francophones et leurs voitures, de marque française (deux Delage intercalées avec deux Peugeot) ; ils représentent six des quinze premiers classés. Barney Oldfield cinquième étant le premier pilote arrivé sur un véhicule américain. Cette victoire permet à Thomas de terminer troisième du championnat des États-Unis (AAA National Championship Trail).
Il participe à trois reprises supplémentaires aux 500 miles d'Indianapolis. Il y glane la pole position et un record du temps au tour en 1919 et une deuxième place à l'arrivée en 1920, toutes deux sur Ballot. La voiture de la pole, dite l'« Indy 1919 » 4,9 l, lui permet en 1919 de s'imposer dans la course de côte de Gaillon, près de Rouen. En 1921, il finit par remporter la Coupe des Voiturettes en Talbot-Darracq.
En 1922 et 1923, il remporte la course de côte du Mont Ventoux, sur Delage Sprint. En 1923 il remporte également la course de côte Limonest-Mont Verdun et celle de Nice-La Turbie avec sa Delage six-cylindres de 5,15 l. La suite de son palmarès dans cette spécialité de côte permet de constater qu'il remporte toutes les principales courses proposées alors en France, en quelques années.

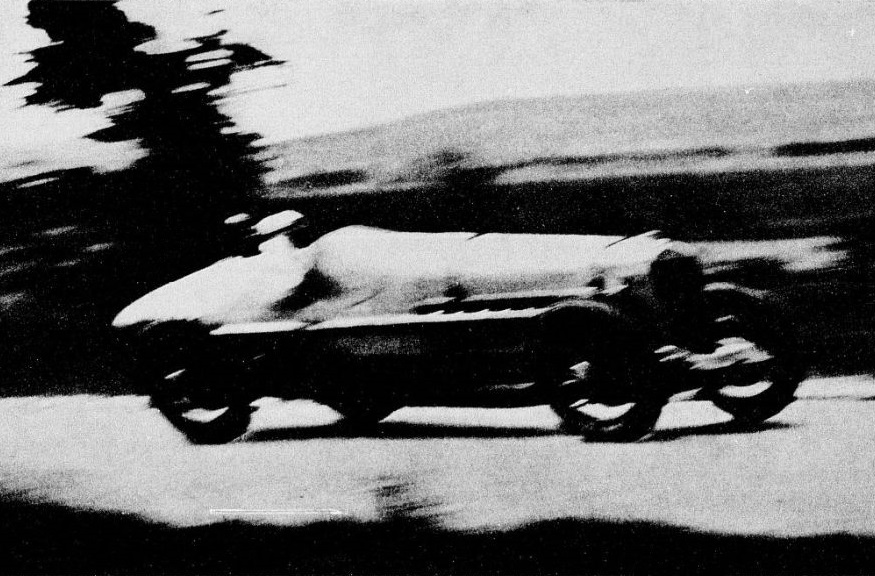
René Thomas le 6 juillet 1924 sur Delage 12 cylindres La Torpille, pour son record du monde du kilomètre lancé à 230.634 km/h (sur la route d'Arpajon).

Le 6 juillet 1924 à Arpajon, toujours au volant d'une Delage (La Torpille), René Thomas devient le dernier français à établir un record du monde de vitesse sur terre, en atteignant 230,64 km/h lors d'un challenge chronométrique face à la Fiat SB4 « Mefistofele » d'Ernest Eldridge. En juin 1925, il part de la pole position au Grand Prix de Belgique à près de 40 ans. La deuxième épreuve du nouveau championnat du monde des manufacturiers encore appelée troisième Grand Prix d'Europe est fort longue (plus de 800 kilomètres) et seules deux marques sont présentes. Il abandonne au sixième tour, sa voiture en feu, après avoir un temps mené les débats. La même année il est troisième du Grand Prix de Saint-Sébastien, toujours sur Delage 2LCV. Au milieu des années 1920 il devient directeur du service des courses chez Delage, s'occupant ainsi directement de Robert Benoist et d'Albert Divo, à bord des 2LCV.
Au total, sa carrière en compétition automobile s'étale de 1905 à 1927, essentiellement en course de côte sur le plan national. Son bilan est de 52 podiums, dont plus de 30 victoires pour Delage entre 1922 et 1927.
Dès l'arrêt de son activité en sports mécaniques, Thomas devient président de l'Amicale des coureurs automobiles de vitesse français, en parallèle de son emploi chez Jaeger.
Deux ans avant sa mort, le 28 mai 1973, il effectue quelques tours d'honneur sur le circuit d'Indianapolis en avant-première de la course dans son véhicule victorieux, alors assis sur le siège de son mécanicien.

### Palmarès en courses de côte

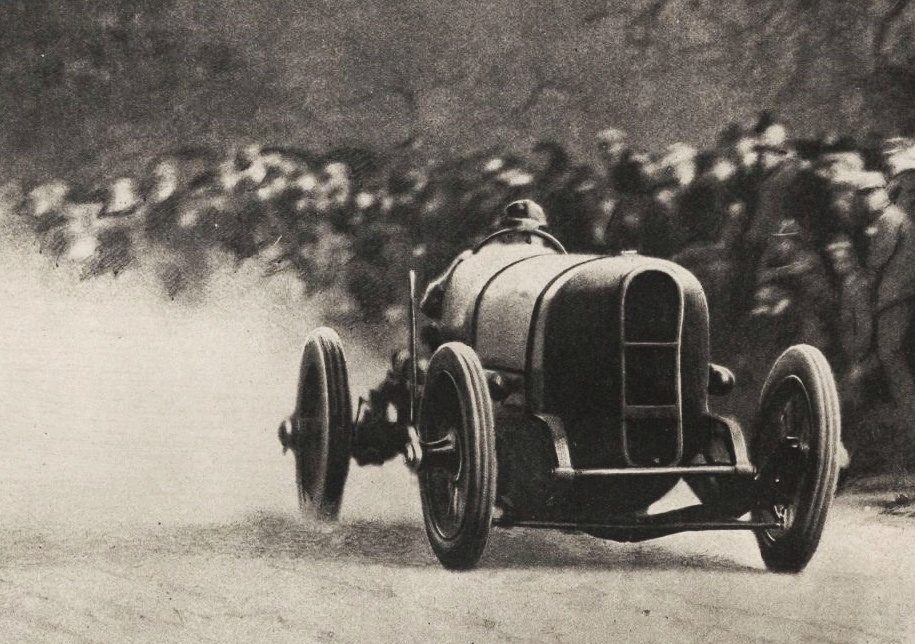
René Thomas vainqueur de la côte de Gaillon 1920 sur Sunbeam 18.3 l.

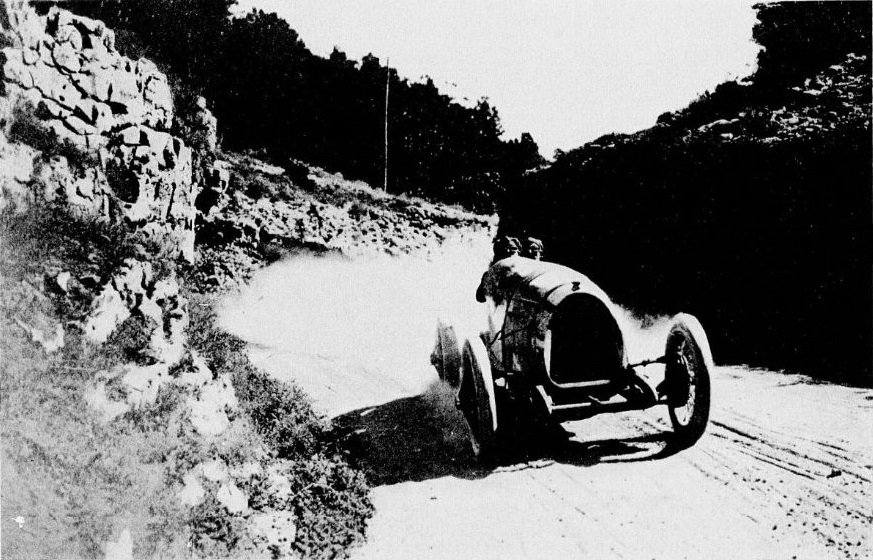
René Thomas encore vainqueur au Mont Ventoux en 1923, sur Delage Sprint 5.0 l.

- 1919 : Gaillon (Rouen), sur Ballot « Indy 1919 » 4,9 l
- 1920 : Gaillon (Rouen), sur Sunbeam 18,3 l
- 1921 : Gaillon catégorie voiturettes, sur Talbot-Darracq[15]
- 1922 :
  - Mont Agel (Nice), sur Delage “Sprint I” 5,0 l
  - Le Camp (Cuges/Marseille), sur Delage “Sprint I” 5,0 l
  - Fougères (Mayenne), sur Delage 5,2 l 6 cylindres
  - Pont-Réan (Rennes), sur Delage 5,2 l 6 cylindres
  - Mayenne, sur Delage “Sprint I” 5,0 l
  - Val-Suzon (Dijon), sur Delage “Sprint I” 5,0 l
- 1923 :
  - Mi-Corniche (Monaco), sur Delage “Sprint I” 5,0 l
  - Les Dunes (Poitiers), sur Delage “Sprint I” 5,0 l
  - Pic Montaigu (Bourges), sur Delage “Sprint I” 5,0 l
  - Alouette (Tours), sur Delage “Sprint I” 5,0 l
  - Vendranges (Roanne), sur Delage “Sprint I” 5,0 l
  - Val Suzon (Dijon), sur Delage “Sprint I” 5,0 l
  - Laffrey (Grenoble), sur Delage “Sprint I” 5,0 l
  - Griffoulet (Toulouse), sur Delage DH 12 cylindres
  - Mont Agel (Nice), sur Delage “Sprint I” 5,0 l
  - Le Camp (Cuges/Marseille), sur Delage “Sprint I” 5,0 l
  - Gaillon (Rouen), sur Delage DH 12 cylindres
- 1924 :
  - Allauch (Marseille), sur Delage “Sprint I” 5,0 l
  - Château-Thierry (Reims), sur Delage DH 12 cylindres
  - Poix (Amiens), sur Delage DH 12 cylindres
  - Saint-Martin (Boulogne-sur-Mer), sur Leyland Special
- 1925 :
  - Pailladou (Marseille), sur Delage DH 12 cylindres
  - Allauch (Marseille), sur Delage DH 12 cylindres
  - Poix (Amiens), sur Delage DH 12 cylindres
  - Gaillon (Rouen), sur Delage DH 12 cylindres[16]